# Cal Marian
Cal Marian és una obra de l'Espluga Calba (Garrigues) inclosa a l'Inventari del Patrimoni Arquitectònic de Catalunya.

## Descripció
És un habitatge de planta baixa i tres pisos feta de grans carreus de pedra ben escairats. Destaca sobretot la gran portada adovellada. Al primer pis hi ha un balcó corregut amb dues obertures i al segon i tercer pis tan sols una finestra, disposada sense alinear amb la resta; els marcs estan motllurats. A la porta hi ha la data de 1607.
A la part posterior de la casa, que dona a la plaça del pou, es conserven restes de contraforts i una gàrgola que és un cap de guerrer.